# Luigi Granelli
Luigi Granelli (ur. 1 marca 1929 w Lovere, zm. 1 grudnia 1999 w Mediolanie) – włoski polityk i publicysta, deputowany, senator oraz minister.

## Życiorys
Ukończył szkołę zawodową, pracował w rodzinnej firmie rzemieślniczej, a następnie jako tokarz w przedsiębiorstwie Italsider. Działał w Azione Cattolica. Przystąpił do Chrześcijańskiej Demokracji, w ramach której reprezentował lewicowe skrzydło partii. Zajął się również działalnością publicystyczną. W drugiej połowie lat 50. dołączył do kierownictwa swojego ugrupowania, w którym zasiadał do początku lat 90. W 1965 wszedł w skład rady miejskiej Mediolanu, przewodniczył w niej frakcji radnych DC.
W latach 1968–1979 sprawował mandat posła do Izby Deputowanych V, VI i VII kadencji. Następnie do 1994 był członkiem Senatu VIII, IX, X i XI kadencji. Między lipcem 1973 a lipcem 1976 był podsekretarzem stanu w ministerstwie spraw zagranicznych w czterech kolejnych rządach. W latach 1976–1979 zasiadał także w Parlamencie Europejskim, w którym kierował delegacją włoskiej chadecji. Od sierpnia 1983 do lipca 1987 pełnił funkcję ministra bez teki odpowiedzialnego za sprawy badań naukowych i technologii. Następnie do kwietnia 1988 w rządzie Giovanniego Gorii sprawował urząd ministra zasobów państwowych. W 1994, po rozpadzie chadecji, dołączył do Włoskiej Partii Ludowej. Zrezygnował z działalności w tej partii wkrótce przed swoją śmiercią w 1999.